# Rumohra lokohensis
Rumohra lokohensis là một loài dương xỉ trong họ Dryopteridaceae. Loài này được Tardieu mô tả khoa học đầu tiên năm 1955.